# Pterocallis montanus
Pterocallis montanus är en insektsart. Pterocallis montanus ingår i släktet Pterocallis och familjen långrörsbladlöss. Inga underarter finns listade i Catalogue of Life.